# ترول اینترنتی

بازبینی یک مقالهٔ ویکی‌پدیا نشان می‌دهد که یک ترول با جایگزین کردن محتوا با توهین، یک مقاله در ویکی‌پدیا را خراب می‌کند.

ترول (به انگلیسی: Troll)، در گفتمان اینترنتی به کسانی گفته می‌شود که با رفتار مخرب در وب به دنبال جلب نظر کاربران، ایجاد تشنج و بیان مطالب تحریک‌کننده و توهین‌آمیز هستند.
یک ترول، فردی است که در اتاق‌های گفتگو، تالارها، وب نوشتها یا تارنماهای کاربر-محور پیام‌هایی ارسال می‌کند که حاوی مطالب ناراحت‌کننده یا جنجال‌برانگیز است. در حالی که در یک جمع اینترنتی کاربرانی با حسن نیت بحثی را دنبال می‌کنند، اوباش اینترنتی با تحریک سایرین و با پیش کشیدن بحث‌های نامربوط یا توهین‌آمیز، به دنبال مطرح کردن خود و متشنج کردن فضای گفتگو هستند.
گفتن ترول به یک کاربر، گاهی ممکن است کاری نسبی باشد. به این معنی که نوشته‌های یک کاربر ممکن است از دید بخشی از کاربران یک وب گاه خرابکاری و اوباشی‌گری تلقی شود، ولی همان نوشته‌ها از دیدگاه گروهی دیگر، سازنده و سودمند باشد. در این موارد معمولاً موضوع به اختلاف نظر میان افراد و لحن گوینده برمیگردد. تشخیص نهایی اینکه چه نوشته‌ای تخریب‌گرانه و چه کاربری جزو اوباش اینترنتی است، با مدیر وبگاه یا تالار گفتگو است. جریمه کاربر خاطی می‌تواند محدود شدن استفاده از امکانات سایت یا مسدود شدن کامل حساب کاربری یا حتی وارد شدن آی پی کاربر در لیست سیاه باشد.
یکی از چالش‌های دائمی دارندگان وبگاه‌ها و تالارهای گفتگو مقابله با خرابکاری و در عین حال برقراری آزادی بیان است. آزادی بی حد و حصر باعث تحمل اوباش‌ها می‌شود و در نهایت به برهم خوردن فضای آرام گفتگو می‌انجامد و از طرفی کنترل و حذف انتقادات هم به دیکتاتوری ختم می‌شود. یکی از تکنیک‌های بازدارنده‌ای که سایت‌های شناخته شده نظیر فیس بوک، بلاگر و غیره برای مقابله با خرابکاری انجام می‌دهند. محدود کردن امکان فعالیت به کاربران ثبت نام کرده است. با این روش آمار خرابکاری تا حدی کاهش می‌یابد، چرا که خرابکاری را مشکل‌تر و ردیابی کاربر خاطی و خرابکار را آسان‌تر می‌کند.
ذکر این نکته ضروری است، که اوباشی‌گری اینترنتی یک رفتار است و اوباش اینترنتی لزوماً این رفتار را تمام مدت و در همه سایت‌ها بروز نمی‌دهند. ممکن است یک کاربر که در ابتدا رفتار سازنده داشته است برای مدتی از خود رفتار تخریب گرانه نشان دهد؛ لذا عبارت اوباش اینترنتی یک برچسب قطعی نیست، بلکه مقطعی و وابسته به موقعیت است.
یکی از رایج‌ترین شیوه‌های اوباشی گری در اینترنت استفاده از مغالطه حملهٔ شخصی است. به این معنی که در بحث با کاربری دیگر به جای آنکه استدلال او را تحلیل کنیم، نیت و شخصیت خود او را زیر سؤال برده یا با انگ زدن و فحاشی او را تحریک به مقابله به مثل کنیم.
اخیراً رسانه‌های جمعی این واژه را در خارج از حوزهٔ وب نیز به کار برده‌اند و حوزه استعمال آن در حال گسترش است.

## ریشهٔ واژه
تئوری‌های رقابتی در مورد اینکه کجا و چه زمانی ترول برای اولین بار در زبان عامیانه اینترنتی مورد استفاده قرار گرفت، با حساب‌های تأییدنشدهٔ متعددی از ریشه‌های بی‌بی‌اس و یوزنت در اوایل دههٔ ۱۹۸۰ یا قبل از آن وجود دارد.
ادعا شده است که معادل انگلیسی این مفهوم، ترول، از یک کارواژهٔ کهن در زبان فرانسوی، trôler، وام گرفته شده است که معنای اصلی آن «به دنبال خود کشیدن و به این سو و آن سو بردن دیگران» است. در حالت نام واژه، نام یک هیولای اسطوره‌ای در زبان نروژیِ باستان است. در انگلیسیِ نو به شگردی در ماهیگیری گفته می‌شود که در آن در یک قایق در حال حرکت، طعمه را به قلاب بسته و برای به دام انداختن ماهیان به آرامی در آب حرکت می‌دهند.
این اصطلاح برای کاربران وب فارسی معمولاً با نوع خاصی از کمیک استیریپ‌های جوان‌پسند اشتباه گرفته می‌شود. فرهنگستان ادب فارسی نیز هنوز واژهٔ معادلی برای آن وضع نکرده است.
واژهٔ اوباش در این مقاله با توجه به نحوهٔ استعمال آن در زبان فارسی به هر دو گونه مفرد و جمع به کار رفته است.

## تاریخچهٔ نخستین
در اوایل دههٔ ۱۹۹۰، در میان کاربران باسابقهٔ گروه خبری alt.folklore.urban اصطلاح «تور کردن تازه‌کارها» باب شده بود. مقصود از این عبارت دست انداختن و شوخی با کاربران تازه‌وارد است. به این معنی که کابران دیگر به عمد با پیش کشیدن بحث‌های تکراری که قبلاً به کرات مطرح شده بود، تازه‌واردها را به واکنش و پاسخگویی وامی‌داشتند. افراد قدیمی با دیدن عنوان‌های تکراری متوجه می‌شدند که داستان از چه قرار است، اما نو-کاربران با دیدن این مطالب وارد بحث‌های بی‌فایده می‌شدند و به این ترتیب کاربران دیگر آنها را دست انداخته و مورد تمسخر قرار می‌دادند. یک نمونه معروف مطرح کردن بحث سیالیت شیشه‌های قدیمی بود. در شیشه‌های قدیمی به نظر می‌رسد که قسمت پایینی ضخیم‌تر از بخش فوقانی است، لذا این تصور رایج اما نادرست وجود دارد که شیشه در گذر زمان حرکت کرده و مانند مایعات سرازیر می‌شود. در واقع آنچه باعث می‌شود شیشه‌های قدیمی اینطور به نظر برسد به شیوهٔ ساخت آنها در گذشته برمی‌گردد وگرنه شیشه تغییر شکل نمی‌دهد. این واقعیت علمی یکی از مواردی بود که بارها در در این گروه خبری بحث شده بود و باسابقه‌ها از آن مطلع بودند. با این حال برای تفنن و شوخی با تازه‌واردها هر از چندگاهی یکی از کاربران این تصور غلط را مطرح می‌کرد تا نو-کاربران را به واکنش شدید و بحث‌های بیهوده وادار کند؛ لذا در آن وقت‌ها این اصطلاح بار معنایی منفی نداشت و اوباش اینترنتی می‌توانست کاربری باسابقه باشد که صرفاً قصد شوخی با تازه‌واردی را دارد.

## انواع شناخته‌شدهٔ اوباش اینترنتی
اوباش اینترنتی از لحاظ عملکرد، طبع و شخصیت به چهار دسته اصلی تقسیم می‌شوند:
- اوباش بازیگوش

این کاربران معمولاً طرح جدی برای برهم زدن نظم سایت ندارند و به راحتی قابل شناسایی هستند. روش خرابکاری آنها نیز بسیار پیش پا افتاده و مشخص است و معمولاً با حمله مستقیم به کاربران دیگر همراه است.
- اوباش تکنیکی

در اینجا فرد خرابکار بازی را جدی‌تر گرفته است و طرح هوشمندانه‌تری برای خرابکاری دارد. معمولاً برای رسیدن به هدف خود دست به خلق یک شخصیت می‌زند و با ایجاد یک حساب کاربری سعی می‌کند به صورت مداوم در بحث‌ها ورود کرده و ایجاد تشنج کند.
- اوباش تاکتیکی

یک خرابکار بسیار جدی است که برای رفتار تخریب گرانه خود طرح طولانی مدت و بسیار زیرکانه دارد. این افراد معمولاً با همکاری یک یا چند نفر دیگر طرح خود را پیاده می‌کنند. اینان به‌طور سازمان‌یافته و در مدت زمان بسیار طولانی که ممکن است ماه‌ها یا حتی سال‌ها طول بکشد با کمک یکدیگر در سایت‌ها اخلال ایجاد می‌کنند. تکنیک‌های استفاده شده ممکن است به گونه‌ای باشد که شناسایی رفتار خرابکارانه را مشکل کند. معمولاً این افراد از خلاهای قانونی در سایت‌ها و فروم‌ها سوءاستفاده می‌کنند و در دراز مدت نظم سایت را بهم می‌زنند.
- اوباش سلطه‌گر

این‌گونه از خرابکارها کاربرانی هستند که با سوءنیت اما با ظاهر موجه، دست به ایجاد لیست‌های پستی (به انگلیسی: mailing lists) می‌زنند و حتی ممکن است خود صاحب تالار گفتگو باشند و با رفتار سرکوبگرانه کاربران دیگر را آزار دهند.

## رو ندادن به اوباش اینترنتی

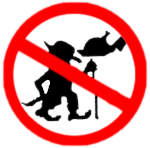
"لطفاً به اوباش رو نده!" نماد گرافیکی که بعضاً به منظور بازداشتن کاربران از محل دادن به اوباشان اینترنتی استفاده می‌شود

اصطلاح شناخته شده‌ای در فضای وب وجود دارد که در مواجهه با خرابکاری اوباش اینترنتی و برای آرام کردن سایر کاربران به کار برده می‌شود. در مواردی که کاربری با سوءنیت قصد تحریک سایرین را دارد، معمولاً از سوی کاربران باتجربه گفته می‌شود که «اوباش را محل نده!» یا «اوباش را نادیده بگیر!» (به انگلیسی: !Don't feed the troll)
علت این است که قصد یک اوباش اینترنتی تنها ایجاد تشنج و تحریک سایرین برای جلب توجه است، نه ایجاد بحث سازنده. برخی کاربران گمان می‌کنند که با پاسخ دادن مؤدبانه، استدلال و درخواست از این افراد برای تصحیح رفتارشان می‌توانند آنها را اصلاح کنند. با وجود اینکه ممکن است بعضاً کاربران دیگر، بحثی که به قصد ایجاد تشنج شروع شده است را به سمت و سوی درستی هدایت کنند، اما در بیشتر موارد پاسخ دادن به این‌گونه افراد به تشنج و درگیری بیشتر می‌انجامد و اوباش اینترنتی نیز از لحاظ روانی به ادامه کار تشویق می‌شوند، در حالی که بی‌اعتنایی به خرابکاری این افراد و وانهادن آنها به مدیران وبگاه آنها را از ادامه این کار خسته و منصرف می‌کند.

## استعمال در رسانه‌های جمعی
یکی از موارد رایج اطلاق این اصطلاح، دربارهٔ افرادی است که با حمله به سایت‌های افراد تازه درگذشته و نوشتن عبارات توهین‌آمیز قصد ناراحت کردن خانوادهٔ درگذشتگان را دارند. رسانه‌های جمعی این اصطلاح را در حوزه‌های خارج از اینترنت نیز به کار برده‌اند. بعضاً دیده شده است که رسانه‌ها در مواردی که فردی به قصد آزار و اذیت، شخصیت حقیقی یا حقوقی دیگری را مورد حمله لفظی قرار می‌دهد نیز از این اصطلاح استفاده کرده‌اند.